# Сулеймани, Абделазиз
Абделазиз Сулеймани (араб. عبد العزيز سليماني‎; род. 30 апреля 1958, Марокко) — марокканский футболист, играл на позиции полузащитника. Участник чемпионата мира 1986 года.

## Биография

### Игровая карьера
На клубном уровне Сулеймани выступал за МАС, в составе которого выиграл 3 чемпионских титула и 2 Кубка Марокко.
Был участником Кубка африканских наций 1986 года, на котором марокканцы заняли итоговое 4-е место. Принимал участие на чемпионате мира 1986 года, где сыграл в трёх матчах группового этапа со сборной Польши (0:0), Англии (0:0) и Португалии (3:1). Всего за сборную Марокко сыграл 11 матчей и забил 3 гола.

## Достижения
МАС
- Чемпион Марокко (3): 1978/79, 1982/83, 1984/85
- Обладатель Кубка Марокко (2) : 1979/80, 1987/88